# Кайнбергер, Эди
Эдуард Кайнбергер ((нем. Eduard Kainberger), более известный под прозвищем Эди Кайнбергер (нем. Edi Kainberger); 20 ноября 1911, Зальцбург, Австро-Венгрия — 7 марта 1974, Зальцбург) — австрийский футболист, игравший на позиции вратаря. Наиболее известен по выступлениям за сборную Австрии, в составе которой стал серебряным призёром Олимпийских игр 1936 года.

## Биография
На клубном уровне Эди Кайнбергер защищал ворота клуба из своего родного города «Зальцбургер АК». В то время лига, в которой выступал клуб, была любительской и не была связана с профессиональным чемпионатом Австрии, который в то время был ограничен территорией Вены.
В 1936 году играл в составе сборной Австрии на Олимпийских играх 1936 года в Берлине, был капитаном сборной на турнире. Он защищал ворота сборной во всех четырех матчах турнира, в том числе и в скандальном матче со сборной Перу, в который перуанцы выиграли со счётом 4-2, но позже южноамериканцам засчитали поражение из-за выбегания на поле болельщиков и поведения запасных игроков; также играл в финальном матче, который австрийцы проиграли сборной Италии, довольствовавшись серебряными наградами.
Умер в 1974 году в Зальцбурге.

## Титулы и достижения
- Серебряный олимпийский призер : 1936